# Drosophila pedroi
Drosophila pedroi este o specie de muște din genul Drosophila, familia Drosophilidae, descrisă de Vilela în anul 1984. Conform Catalogue of Life specia Drosophila pedroi nu are subspecii cunoscute.